# Kermia foraminata
Kermia foraminata é uma espécie de gastrópode do gênero Kermia, pertencente a família Raphitomidae.
Este é um nomen dubium.